# Blue Like Jazz
Blue Like Jazz is een semiautobiografische roman van de Amerikaanse auteur Donald Miller. Het bevat ook essayistische elementen over het christelijke geloof. De verhalende delen spelen zich voornamelijk af in zijn eerste jaren op Reed College, een Liberal arts college in Portland, Oregon. Het boek werd door Paste Magazine een van de twintig beste boeken van het decennium genoemd. In het Nederlands verscheen het onder de titel Puur: Verlangen naar echt geloof.

## Verfilming
Het boek is inmiddels verfilmd door Steve Taylor. Toen Miller op zijn blog erover klaagde dat het project stil lag door gebrek aan geld, begonnen twee fans de site "Save Blue Like Jazz", waarmee ze meer dan 340.000 dollar ophaalden, meer dan tweemaal het streefbedrag van 125.000 dollar. Taylor heeft zich ertoe gezet alle donateurs, meer dan 3.300 in totaal, persoonlijk te bellen; mei 2012 was hij op de helft.
De film is 13 april 2012 uitgekomen. De sfeer is wat eigentijdser dan het boek. Enkele acteurs zijn Justin Welborn, bekend van The Crazies, Marshall Allman, bekend van True Blood, and Claire Holt, bekend van Mean Girls 2.